# Космос-19
Космос-19 — советский целевой радарный космический спутник опытного образца для тестов антибаллистической ракеты, также известный как ДС-П1 № 3, запущенный Советским Союзом в 1963 году, как часть днепропетровской спутниковой программы.
Аппарат был запущен на борту ракеты-носителя Космос-2 63С1. Запуск был произведен 6 августа 1963 года в 06:00 GMT с пусковой площадки Маяк-2 стартового комплекса на полигоне Капустин Яр.
Космос-19 был помещен в низкую околоземную орбиту с перигеем в 270 километров, апогеем в 519 километров, с углом наклона плоскости орбиты к плоскости экватора Земли в 49 градусов, и орбитальным периодом в 92,2 минуты. Аппарат закончил свою работу на орбите 30 марта 1964 года.
Космос-19 был третьим из четырёх спутников серии ДС-П1 и девятнадцатым серии Космос. Ему предшествовал успешный запуск Космоса-6 в июне 1962 года, а последующим запуском серии стал Космос-25, который был запущен в феврале 1964 года.